# 誤用
誤用（ごよう、英語：Misuse）とは、通常言葉について言われ、ある言葉の伝統的・慣用的な意味や用法とは異なる、間違った意味や用法でその言葉が使用されることを言う。
一方で、「間違っている」からといって、その存在理由の検討をしなくていいというわけでなく、成立してから現在までに、全く変化がなかった言語はおそらく一つもなく、当初は「誤用」や「ことばの乱れ」として異端扱いされても、その蓄積により現在の姿になっているのであるから、どの言語も「誤りのかたまり」のようなものである、とみなす立場がある。
言葉や単語の意味における誤用以外に、ある特定の目的や用途を持つ物品や道具などが、本来の用途以外の目的などで使用される場合にも誤用ということがある。

## 概説

### 言葉の後天性
人間において、言語の普遍的な構造は先天的なものであるが、個別言語が存在することからもわかるとおり、現実に使用される言語は後天的に学習され、フェルディナン・ド・ソシュールが述べたとおり、シニフィエ（言葉・記号の概念＝意味内容）とシニフィアン（知覚可能な記号の形態）の間の関係は恣意的である 。
人間にとって言語を習得することは、それに必要な言語習得能力は先天的で共通のものとはいえ、ひとりひとりが個別的に文法構造や単語や、その単語の意味・用法を学習する過程になる。
イヌとネコがどう違うのかは、言葉(記号)それ自体を学習・記憶する過程と同時に、それと関連づけられている画像や実物を見ることや(あるいは他の感覚で提示されることや)、その語がどのような文脈・規則の中で使われているのか、使用例を聞いたり読んだりすることで学習されてゆく 。
言語習得過程では、子供は非常に多数の言葉の「誤用」を行うが、経験を積むに連れ、誤用は減っていく。

### 誤用が起きる原因
人が成人したという場合に、その言語における日常的な使用法については、「正しい用法」を習得しているということが暗黙で認められている。しかし、成人においても、言語習得過程で間違って覚えた言葉の意味や用法が残っていることがあり、また、使用したことがない言葉や専門的な言葉などについては、その言葉の意味や用法で、知識の欠如や言葉の独自な解釈などから間違った理解が生じることがあり、この場合は誤用となる。
あるいは、似たような言葉と混同することで誤用が生じたり、新しく造語された言葉や外来語・新語などの場合は、意味や用法をよく理解していないにもかかわらず、他者が使っていることで自身もそれに倣った結果として、誤用となることもある。専門的な分野などの術語（term）などでは、専門的な前提知識の理解が不足しているにもかかわらず、よく理解しないままに言葉を使うことで誤用が生じることがある。近年ではマスメディアの発達と影響により、誤用に当たる用法の方がまたたく間に広まり、本来の正しい意味で使われなくなったり、逆に通じにくくなるといった現象が頻繁に起きている。
意図的な誤用、あるいは文学的な意図に基づく造語や新語の発明があるが、ジョイスが使ったものは、意図的な造語であり誤用ではない。

## 誤用の例
日本語などの場合では、漢字で表現される言葉が多く、表意文字として漢字自体に固有な意味があるので、二つ以上の漢字からなる言葉について、個々の漢字の意味から類推して言葉の意味を理解する、あるいは想定するということがあり、正しい理解になる場合と、間違った理解になって誤用を導くことがある。例えば、近年「性癖」という言葉を、「性的な癖」と考えて、性的嗜好の意味で使う誤用が生じているが、これは漢字の意味から類推して間違った意味理解が生じたと考えられる（性癖とは、癖と同じ意味の言葉である）。
英語やフランス語などでも、ラテン語やギリシア語などから来る、「接頭語＋語幹＋接尾語」というような形で単語が構成されていることがあり、ここから複雑な単語の意味を類推することが可能であるが、このような方法がうまく行く場合もあれば、意味の取り違えて誤用となる場合がある。例えば、defuse と diffuse は、前者は、de ＋ fuse で、後者は、dis ＋ fuse であるが、接頭辞が同じラテン語起源で似たような意味であっても、英語では同じ綴りになる「fuse」が語源的には別の意味の言葉である。発音的にも「ディフューズ」のような音で、後ろの「フューズ」にアクセントがあるために、両者の混同が生じて誤用となっているという例がある。
また、古典的な例では、意図的な造語であり、かつ現在では誤用でないが、語源了解で誤解が起こり得る言葉に、トマス・モアが造語した Utopia（ユートピア）がある。元は、「ou ＋ topos ＋ ia」で、「存在しない場所」の意味であるが、ギリシア語の接頭辞に「良い」を意味する eu があり、発音においては、英語ではどちらも「ユー」のような音の為、Utopia を、EUtopia と解釈して、意味としては間違いではないが語源としては勘違いを誘導していることがある（ユートピアは「理想郷」という意味に理解され、「良い場所＝eu＋topia」がこの解釈に合致する）。トマス・モア自身が、冗談で Eutopia という言葉をこの作品の序詩において示唆しているので、余計に間違いが起こりやすい。

## 言語学的意味
言葉の誤用は、個別言語学における通時的変異の一つの重要なファクタである。意味・用法において、他言語との接触を通じ、あるいはそれ自身において誤用が蓄積されて行くことで言語は意味論的に変異して行く。しかし、これと平行するようにも思える発音における変異は、音素の体系を維持した遷移である。音素に結びつく物理的な音は変異するが、その体系は使用集団で協約される。記号が何を指示しているのか、その広がりは通時的には発達したり、縮小したり、ときに消失する。この過程に誤用が存在するにしても、協約が維持されない限りは淘汰される。個別言語は分化・発達において変異するにしても、規則的に体系を維持する。この結果、印欧語においては、音素におけるグリムの法則などが成立したと言える。